# Hugo Schmölz
Hugo Schmölz, né le 21 janvier 1879 à Sonthofen et mort le 27 avril 1938 à Cologne, est un photographe allemand, essentiellement d'architecture.

## Biographie
Après un apprentissage de photographe à Kempten et dans différentes villes (dont Zurich, Munich, Berlin, Mannheim), il ouvre un studio de portrait (avec Eugen Bayer) à Cologne-Nippes en 1911. Il se concentre sur la photographie d'architecture, notamment pour la Société à but non lucratif pour la construction de logements de Cologne.
Il épouse en 1903 Juliane Rödle dont il a deux filles et un fils (Karl Hugo Schmölz). Son épouse meurt en 1918 et il se remarie en 1919.
Hugo Schmölz est enterré au cimetière du Nord de Cologne (div. 10, sép. 119a/b). La croix de bois de sa sépulture a été conçue par Dominikus Böhm.

## Œuvre

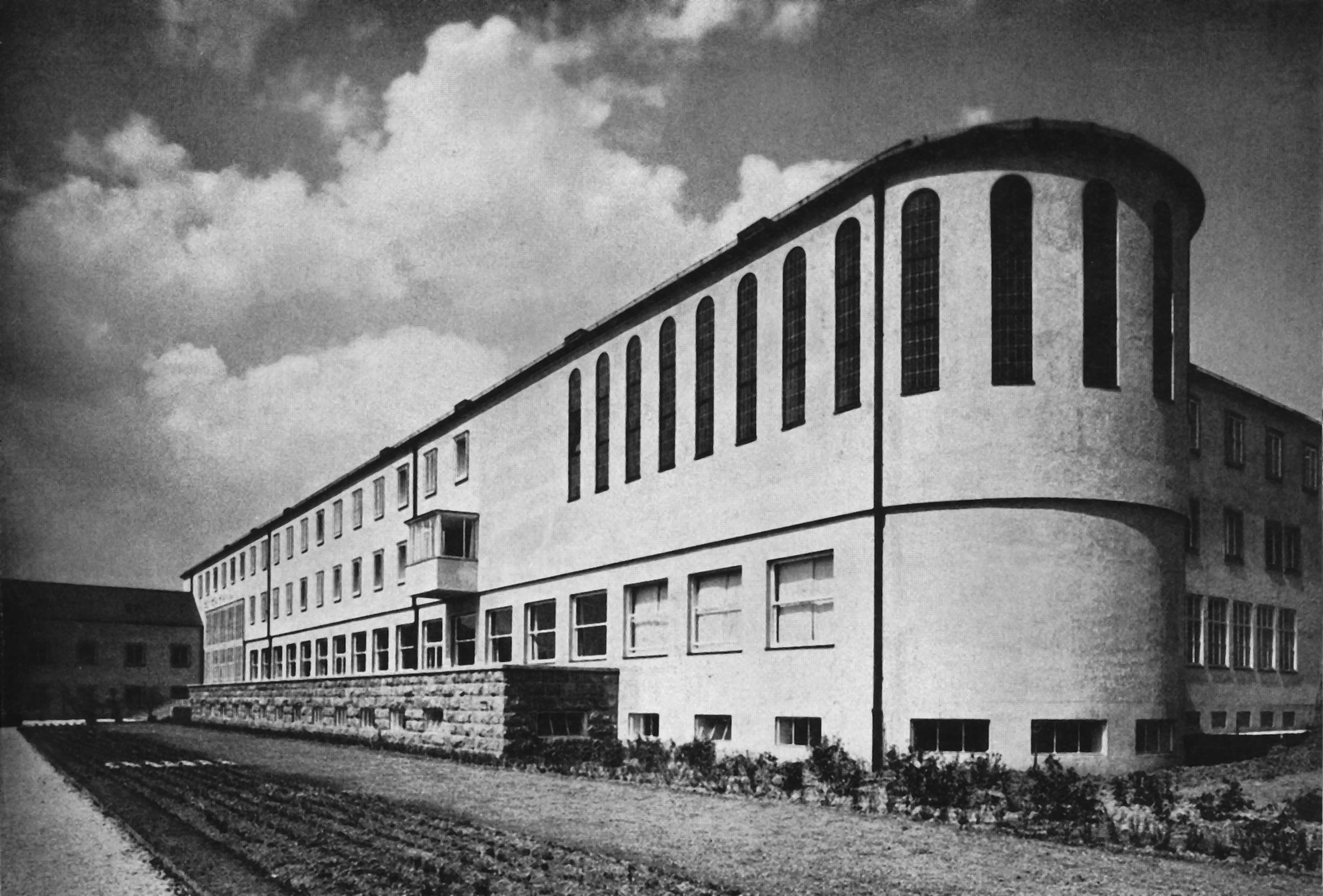
Photographie de Hugo Schmölz: le grand séminaire de Limbourg.

Hugo Schmölz est connu pour sa capacité à créer des photographies d'architecture extrêmement difficiles à réaliser.
« […] l'intérieur d'une centrale électrique sur le lac de Constance devait être photographié, à savoir la salle des turbines et les machines devant un mur de verre - une situation de contre-jour que les photographes d'architecture craignent à ce jour. Hugo Schmölz a résolu le problème en recouvrant complètement la façade en verre avec du papier noir, en l'exposant à la lumière du jour restante dans la pièce pendant plusieurs heures, et enfin en retirant le papier pour un temps d'exposition très court. Cette photographie… au format négatif 30 x 40 cm – a dû avoir du succès[…] », in Karl Hugo Schmölz & Rolf Sachsse, Hugo Schmölz – Fotografierte Architektur 1924-1937.
Ses clients étaient par exemple les architectes suivants : Dominikus Böhm, Hans Heinz Lüttgen, Joseph Op gen Oorth, Edmund Bolten, Martin Kießling, Jacob Koerfer, les bureaux d'architecture Karl Wach & Heinrich Rosskotten, Dickerhoff, (marché de Bonntor), Fritz August Breuhaus de Groot, Hermann von Berg (de), Bruno Paul (le grand magasin Sinn de Gelsenkirchen, le grand magasin Sinn d'Essen, l'auditorium de l'université de Bonn et la maison Jahn, à Soest) et Wilhelm Riphahn.
Commandé par GAG Immobilien, il a photographié nombre de leurs nouvelles réalisations immobilières dans la région de Cologne.
De plus, il est l'auteur de nombreuses photos publicitaires, par ex. pour les sociétés suivantes : Worringer, Bauer & Schaurte, Gerling, Soennecken, Stüssgen, Norton, Glaswerke, Vorwerk & Sohn.

## Expositions

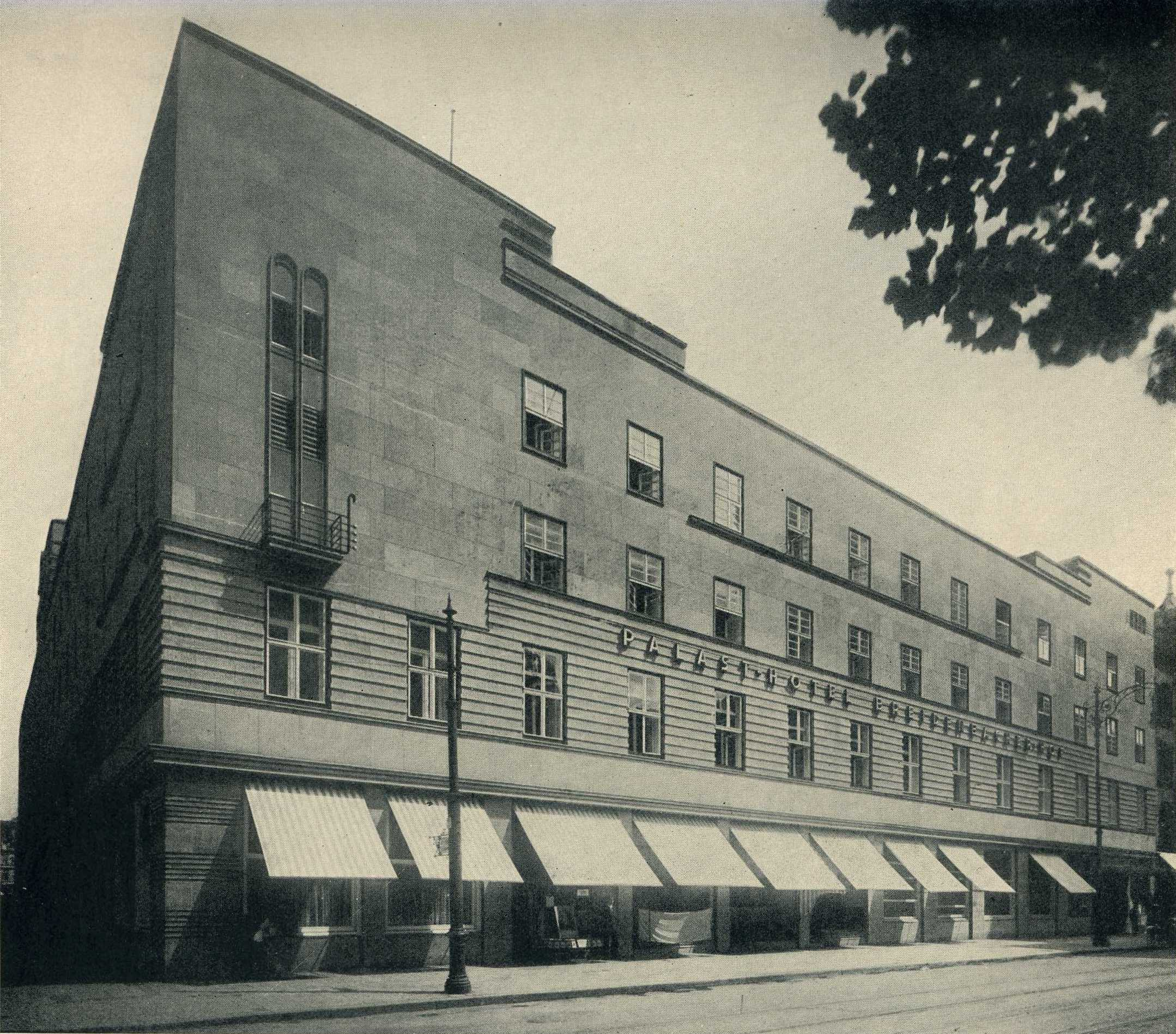
L'hôtel-palace Breitenbacher Hof de Düsseldorf.

- 2014: Beyond Architecture (1950-2014) – Karl Hugo Schmölz, Irmel Kamp u. a. Die Möglichkeiten künstlerischer Betrachtung von Architektur innerhalb exemplarisch fotografischer Positionen., Neuer Aachener Kunstverein in Kooperation mit der RWTH Aachen und der FH Aachen[3].
- 2010: Lich, Luff un Bäumcher (Licht, Luft und Bäumchen). Werke von Werner Mantz und Hugo Schmölz, Neues Kunstforum Köln.
- 2007: Fotowerkstätte Hugo Schmölz., Sabine Schmidt Galerie, Cologne[4].
- 2005: Fotowerkstätte Hugo Schmölz. Architekturfotografie der 30er – 50er Jahre., Sabine Schmidt Galerie, Cologne[5].
- 2003/2004: Hugo und Karl Hugo Schmölz. Vintage Prints der 30er – 50er Jahre., Sabine Schmidt Galerie, Cologne[6].

## Publications

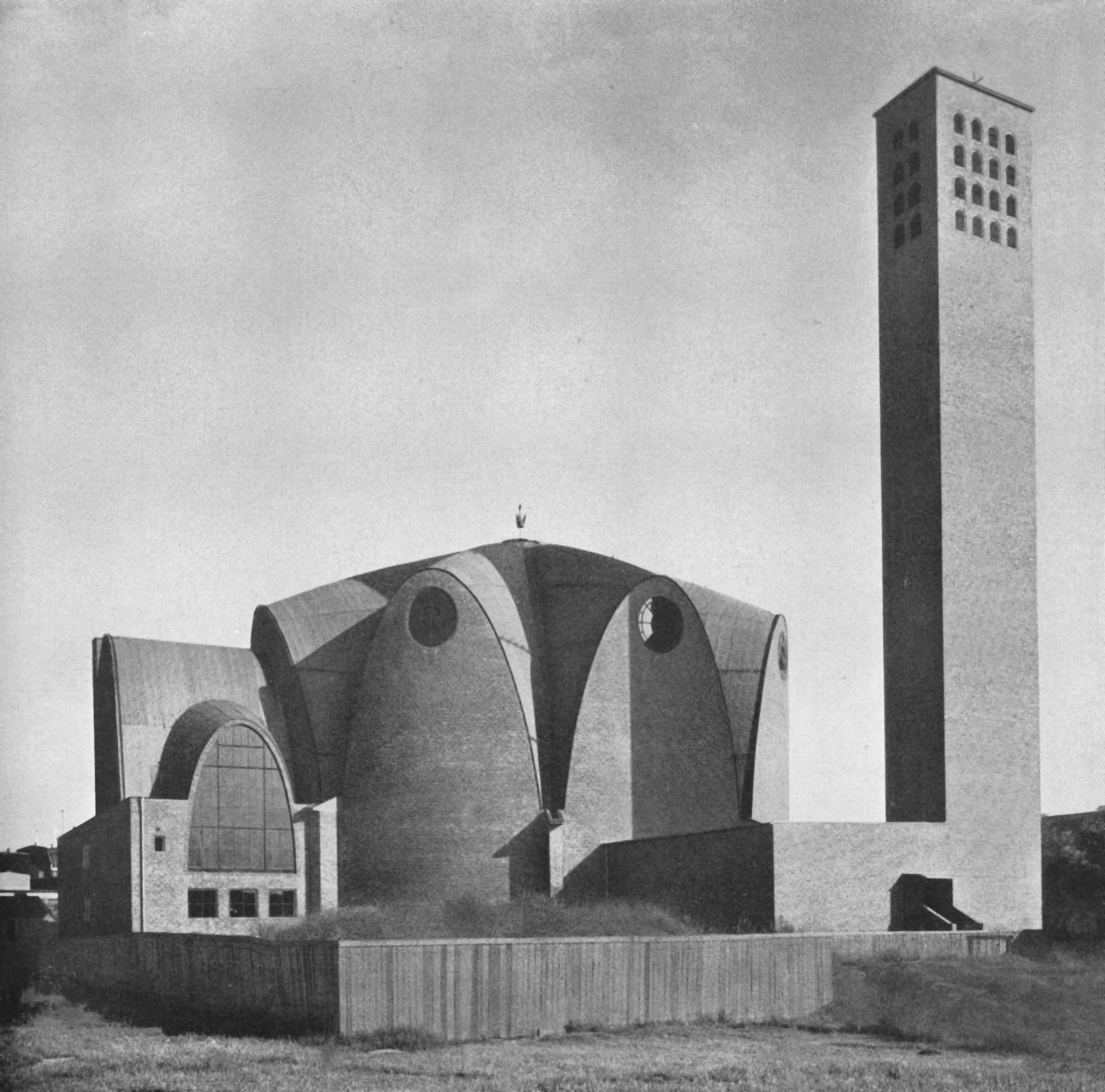
L'église Saint-Engelbert de Cologne par Dominikus Böhm, photographiée par Schmölz en 1932.

- Karl Hugo Schmölz & Rolf Sachsse: Fotografierte Architektur 1924-1937. Verlag Mahnert-Lueg, Munich, 1972,  (ISBN 3-922170-35-8).
- Reinhold Mißelbeck (éd.): Köln lebt. Fotografien von Hugo und Karl Hugo Schmölz. J. P. Bachem Verlag, Cologne, 1995,  (ISBN 3-7616-1157-9) (catalogue de l'exposition au musée de la photographie de Brunswick, du 26 mars au 12 juin 1995).
- Vorwerk & Sohn (éd.): 100 Jahre Vorwerk & Sohn. Ein Ausschnitt aus der Geschichte der Barmer Grossindustrie. 1827–1927. Hrsg. zum 100 jährigen Jubiläum. Barmen, 1927. (Photographies des bâtiments et des paysages par Hugo Schmölz, Cologne.)